# Mitsuzawa-kamichō (metropolitana di Yokohama)
Mitsuzawa-kamichō (三ッ沢上町駅?, Mitsuzawa-kamichō-eki) è una stazione della metropolitana di Yokohama che si trova nel quartiere di Kanagawa-ku a Yokohama, ed è servita dalla linea blu.

## Linee
Metropolitana di Yokohama
 Linea blu (linea 4)

## Struttura
La stazione è realizzata sottoterra, e possiede due marciapiedi laterali con due binari passanti protetti da porte di banchina a mezza altezza.
| 1 | Linea blu |  | per Yokohama e Shōnandai                 |
| 2 | Linea blu |  | per Shin-Yokohama, Center-Kita e Azamino |

## Stazioni adiacenti
| «           | Servizio  | »                  |
| Linea Blu   | Linea Blu | Linea Blu          |
| ----------- | --------- | ------------------ |
| Katakurachō | -         | Mitsuzawa-shimochō |